# STS-114
STS-114 var ett uppdrag i Nasas rymdfärjeprogram. Rymdfärjan Discovery lyfte från startplatta 39B på Kennedy Space Center 26 juli 2005 och var den första rymdfärja att lyfta efter Columbias haveri 1 februari 2003 (se STS-107). Flygningen gick till Internationella rymdstationen, ISS.
Den sköts upp från Pad 39B vid Kennedy Space Center i Florida den 26 juli 2005. Efter nästan fjorton dagar i omloppsbana runt jorden återinträdde rymdfärjan i jordens atmosfär och landade vid Edwards Air Force Base i Kalifornien.
Flygningens mål var att leverera utrustning och förnödenheter till rymdstationen, detta gjorde man med hjälp av modulen Raffaello som under några dagar var dockad med den amerikanska modulen Unity.

## Besättning
- Eileen Collins, (4) befälhavare.
- James M. Kelly, (2) pilot (ofta kallad "Vegas" över radio)
- Soichi Noguchi, (1) uppdragsspecialist 1 (JAXA)
- Stephen K. Robinson, (3) uppdragsspecialist 2
- Andy Thomas, (4) uppdragsspecialist 3
- Wendy B. Lawrence, (4) uppdragsspecialist 4
- Charles J. Camarda, (1) uppdragsspecialist 5

## Väckningar
Under Geminiprogrammet började NASA spela musik för besättningar och sedan Apollo 15 har man varje "morgon" väckt besättningen med ett musikstycke, särskilt utvalt antingen för en enskild astronaut eller för de förhållanden som råder.
| Dag | Låt                                                   | Artist/Kompositör                                    | Spelad för        | Länk    |
| --- | ----------------------------------------------------- | ---------------------------------------------------- | ----------------- | ------- |
| 2   | "I Got You Babe" från "Groundhog Day"                 | Sonny & Cher                                         | hela besättningen | WAV MP3 |
| 3   | "What A Wonderful World"                              | Louis Armstrong                                      | Charles Camarda   | WAV MP3 |
| 4   | "Vertigo"                                             | U2                                                   | Jim Kelly         | WAV MP3 |
| 5   | "Sanpo" ("Stroll"), från "My Neighbor Totoro",        | Joe Hisaishi, framförd av Japanese School of Houston | Soichi Noguchi    | WAV MP3 |
| 6   | "I'm Goin' Up"                                        | Claire Lynch                                         | Wendy Lawrence    | WAV MP3 |
| 7   | "Walk of Life"                                        | Dire Straits                                         | Steve Robinson    | WAV MP3 |
| 8   | "Big Rock Candy Mountain"                             | Harry McClintock                                     | Andy Thomas       | WAV MP3 |
| 9   | "Faith of the Heart", tema till Star Trek: Enterprise | Diane Warren spelad av Russell Watson                | Eileen Collins    | WAV MP3 |
| 10  | "Amarillo by Morning"                                 | George Strait                                        | hela besättningen | WAV MP3 |
| 11  | "Anchors Aweigh"                                      | The United States Navy                               | Wendy Lawrence    | WAV MP3 |
| 12  | "The Air Force Song"                                  |                                                      | Jim Kelly         | WAV MP3 |
| 13  | "The One and Only Flower in the World"                | SMAP                                                 | Soichi Noguchi    | WAV MP3 |
| 14  | "Come On Eileen"                                      | Dexys Midnight Runners                               | Eileen Collins    | WAV MP3 |
| 15  | "Good Day Sunshine"                                   | The Beatles                                          | hela besättningen | WAV MP3 |